# Флаг Тихвинского района
Флаг муниципального образования Ти́хвинский муниципальный район Ленинградской области Российской Федерации — опознавательно-правовой знак, служащий официальным символом муниципального образования.
Флаг утверждён 27 ноября 2002 года как флаг муниципального образования «Тихвинский район Ленинградской области» (после муниципальной реформы 2006 года — муниципальное образование Тихвинский муниципальный район) и внесён в Государственный геральдический регистр Российской Федерации с присвоением регистрационного номера 1124.
Совет депутатов Тихвинского городского поселения решением от 18 октября 2006 года № 02-232 «О флаге и гимне Тихвинского городского поселения» решил использовать в представительских целях флаг и гимн Тихвинского района как официальные символы Тихвинского городского поселения в порядке и случаях, установленных решением Совета депутатов Тихвинского района от 29 июня 2006 года № 01-168 «О символике муниципального образования Тихвинский муниципальный район Ленинградской области».

## Описание
«Флаг муниципального образования представляет собой прямоугольное полотнище с соотношением ширины к длине 2:3, разделённое по горизонтали дугообразно на три неравные полосы: верхнюю синюю в 3/9 длины полотнища, воспроизводящую диск солнца (без изображения лица), выходящего из верхнего края, белую в 1/9 длины полотнища, и красную в 5/9 длины полотнища, воспроизводящую в центре изображение жёлтой императорской короны».

## Символика
Флаг муниципального образования «Тихвинский район Ленинградской области» составлен на основании герба города Тихвина и Тихвинского района, по правилам и соответствующим традициям геральдики, и отражает исторические, культурные, социально-экономические, национальные и иные местные традиции.
Солнце — символ созидательной силы; являясь источником тепла, мира и согласия, изливает на землю поток жизнетворческих сил.
Императорская корона символизирует «милость и протекцию к сему городу Её Императорского Величества, а червлёное поле показует ревность и усердие, каковые, корона, за оказанную милость к сему селению от граждан тех надеется иметь».
Жёлтый цвет (золото) в геральдике означает верховенство, величие, уважение, великолепие, богатство.
Красный цвет в геральдике — символ храбрости, мужества.
Белый цвет (серебро) в геральдике — символ чистоты, добродетели и целомудрия.
Синий цвет (лазурь) в геральдике — символ возвышенных устремлений, мышления, искренности и добродетели.

## См. также

Флаги муниципальных образований Тихвинского муниципального района
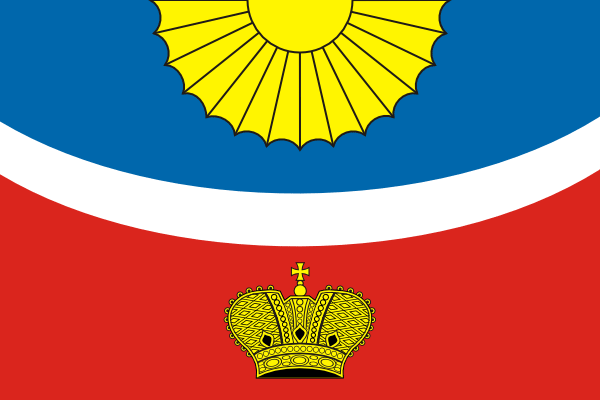
Флаг Тихвинского городского поселения
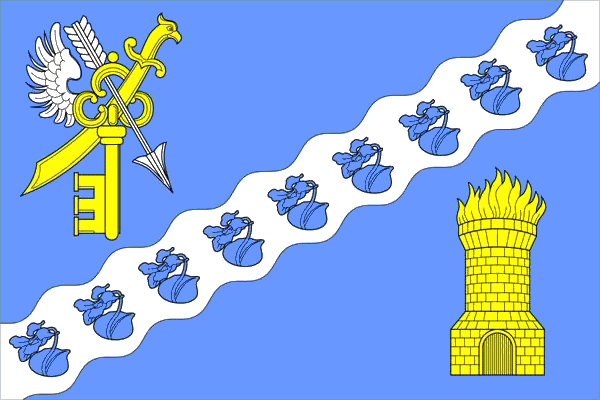
Флаг Борского сельского поселения
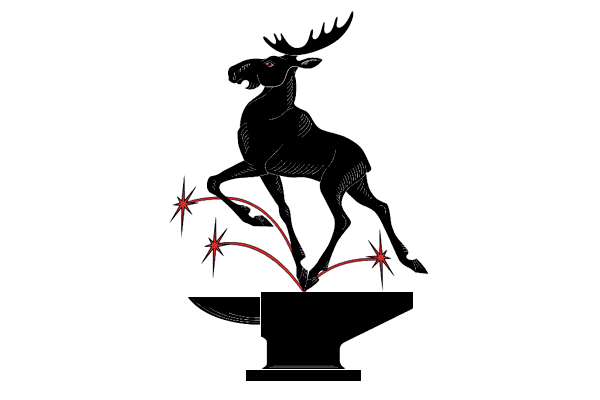
Флаг Ганьковского сельского поселения
Флаг Горского сельского поселения
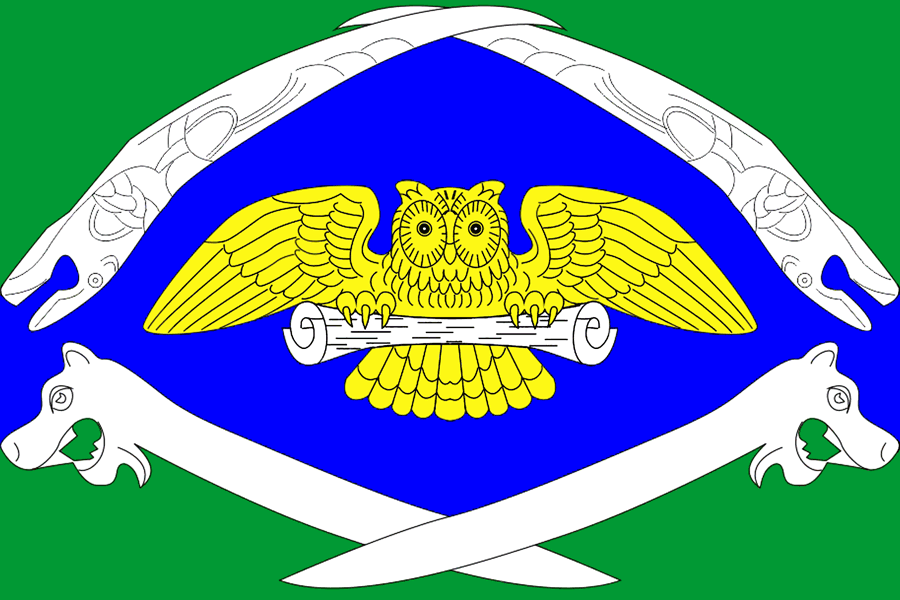
Флаг Коськовского сельского поселения
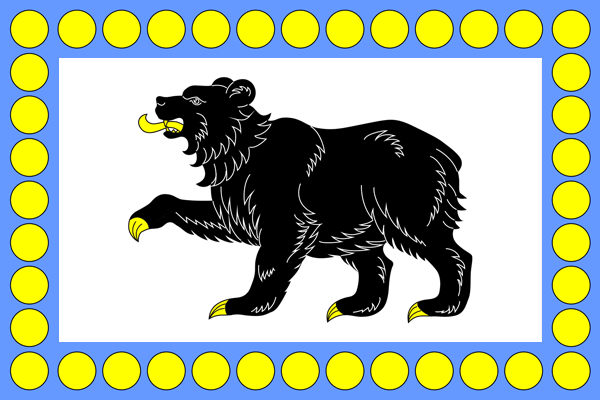
Флаг Мелегежского сельского поселения
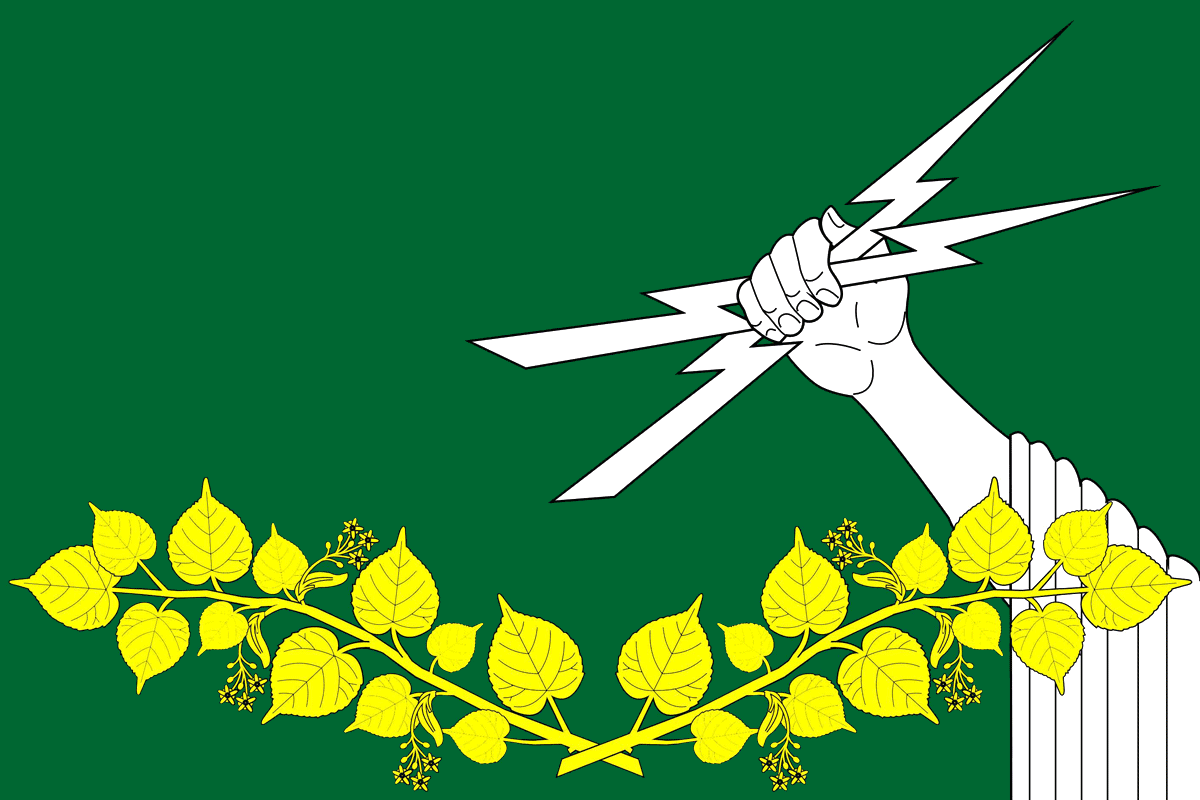
Флаг Цвылёвского сельского поселения
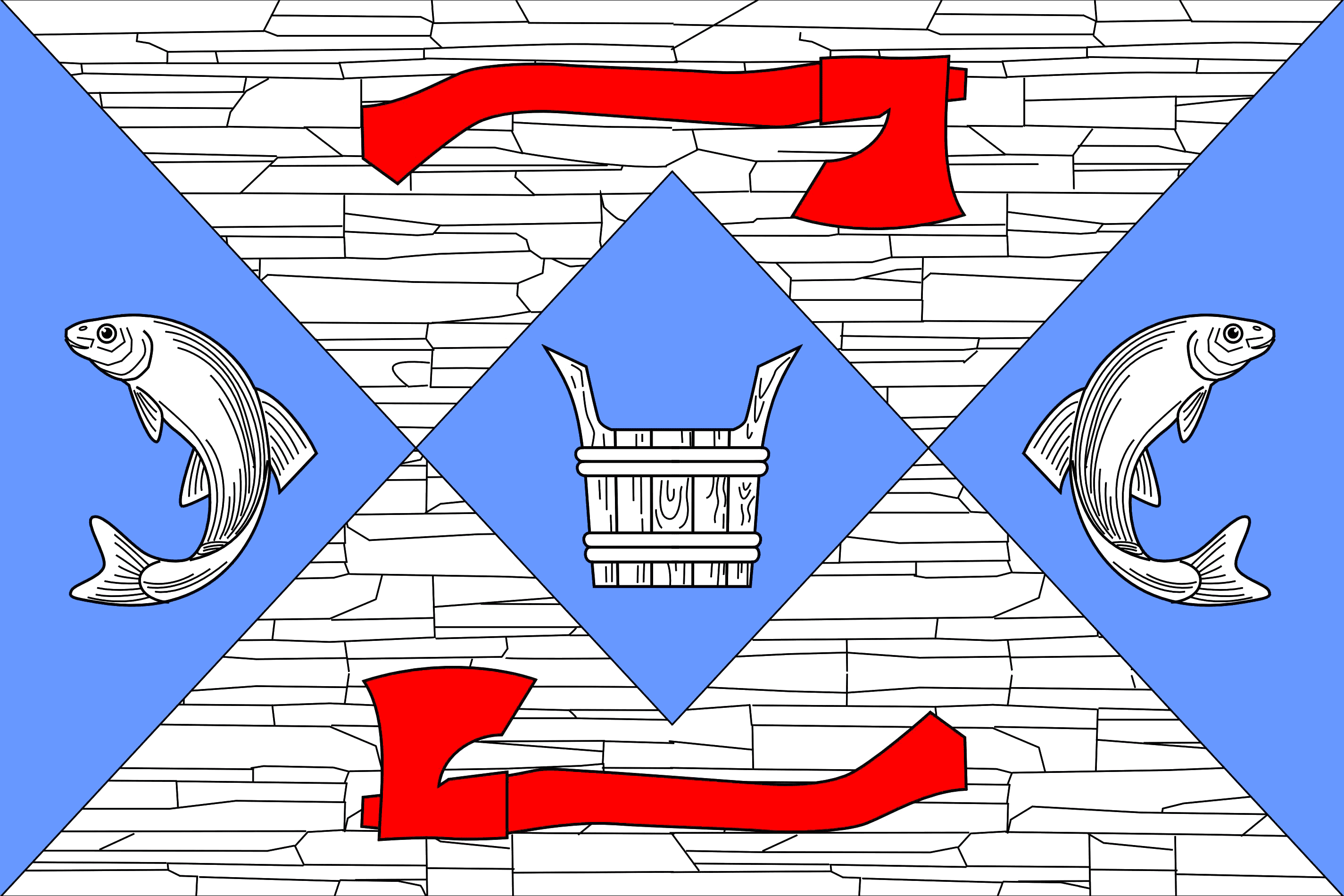
Флаг Шугозёрского сельского поселения